# أسود جرابية
ثيلاكلونييداي (Thylacoleonidae)، هي فصيلة من الجرابيات ثنائية الأسنان الأمامية المنقرضة آكلة اللحوم، عاشت في أستراليا، وتُعرف باسم أسود الجرابيات.
أشهر أنواع هذه الفصيلة هو ثيلاكلو ليو كارنفيكس (Thylacoleo carnifex)، والذي يُسمى أيضًا أسد الجرابيات.
امتدت هذه المجموعة من أواخر عصر الأوليغوسين حتى أواخر عصر البليستوسين، حيث كانت بعض الأنواع المبكرة بحجم الأبوسوم، بينما وصلت أحدث الأنواع ضمن جنس ثيلاكلو ليو إلى أحجام تقارن بالسنوريات الكبيرة المعاصرة.

## تصنيف
وُصفت هذه الفصيلة لأول مرة من قبل العالِم ثيودور جيل ضمن مراجعة منهجية لتصنيف الثدييات، نُشرت عام 1872 عن طريق معهد سميثسونيان1. ويعود اسم الفصيلة إلى جنس Thylacoleo (الأسد الجرابي) الذي أطلقه ريتشارد أوين، وقد وُصف بأنه حيوان جرابي لاحم قوي، يُشبه في خصائصه المفترسة الأسود المعاصرة.
تشير الدراسات الحديثة إلى أن هذه الفصيلة تنتمي إلى مجموعة ومبتيات الشكل (Vombatiformes)، وهي فئة تضم أقرباؤها الأحياء مثل الكوالا والومبت. ويُعتقد أن هذه الحيوانات تطورت باتجاه النظام الغذائي اللاحم منذ أوائل عصر الأوليغوسين، متكيفة مع فرائس أكبر حجمًا خلال عصر الميوسين.
في عام 2017، نُشرت مراجعة علمية شاملة للفصيلة، استندت إلى اكتشاف جمجمة نوع بدائي جديد سُمي Wakaleo schouteni. وقد أتاح هذا الاكتشاف مقارنات أكثر دقة مع الأنواع المعروفة سابقًا، وساهم في توضيح السجل الأحفوري لتطور هذه المجموعة. أجرت الدراسة كل من آنا غيليسبي، مايك آرتشر، وسوزان هاند، حيث شملت توصيفًا نوعيًا موسّعًا لجنس Wakaleo، مع إعادة تصنيف بعض الأنواع السابقة ضمن جنس بريسيليو.